# Kärntner Landtag

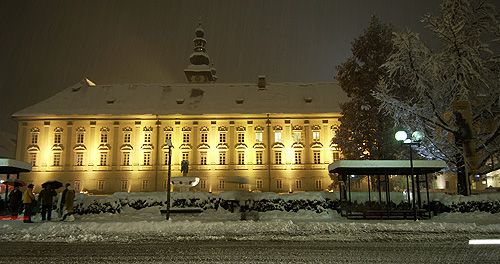
Das Landhaus ist der Sitz des Kärntner Landtags

Der Kärntner Landtag ist das Einkammerparlament des österreichischen Bundeslandes Kärnten. Seine 36 Abgeordneten werden für eine Legislaturperiode von fünf Jahren über ein Listenwahlrecht gewählt.

## Geschichte
Der Kärntner Landtag besteht mindestens seit dem 16. Jahrhundert und war ursprünglich die Versammlung der Kärntner Landstände sowie des Herzogs. Seit 1581 tagt er im Landhaus. Im Zuge des Absolutismus wurde er immer weiter in eine politisch unwirksame zeremonielle Funktion gedrängt. Im Zuge der Revolution von 1848 wurden am 23. und 24. Juni 1848 erstmals demokratische Landtagswahlen abgehalten und der Provisorischer Kärntner Landtag gewählt. Nach der Revolution etablierte sich eine zweigleisige Struktur, in der der Landtag die Bevölkerung vertrat, daneben jedoch eine Vertretung der Landstände bestand. Durch das Februarpatent wurden die Landtage des Habsburgerreiches 1861 erheblich aufgewertet und es fanden regelmäßige freie Wahlen statt, anfangs jedoch in ständischer Verfassung mit Zensuswahlrecht. Mit der Errichtung des Ständestaates wurde auch der Kärntner Landtag von 1934 bis zum Anschluss 1938 nicht durch Volkswahl, sondern durch die Standesvertretungen besetzt. Während des Nationalsozialismus gab es keinen Landtag, da die Gewalten bei der Gauleitung zusammenliefen. Die ersten Landtagswahlen nach dem Krieg sowie die Neukonstituierung des Landtages erfolgten noch im Herbst 1945.

## Wahl
Die Abgeordneten werden nach den Prinzipien des gleichen, unmittelbaren, geheimen und persönlichen Wahlrechts über Listen gewählt. Sie sind in der Ausübung ihres Mandates an keinen Auftrag gebunden (freies Mandat).
Wahlberechtigt sind alle österreichischen Staatsbürger, die in Kärnten ihren Hauptwohnsitz haben, nicht vom Wahlrecht ausgeschlossen sind und die am Tag der Wahl das 16. Lebensjahr vollendet haben.
Kärnten ist in vier Wahlkreise eingeteilt, die folgende Bezirke umfassen:
- Wahlkreis 1: Klagenfurt am Wörthersee und Klagenfurt-Land
- Wahlkreis 2: Sankt Veit an der Glan, Völkermarkt, Wolfsberg
- Wahlkreis 3: Villach und Villach-Land
- Wahlkreis 4: Feldkirchen, Hermagor, Spittal an der Drau.

Für den Einzug in den Landtag benötigt eine wahlwerbende Gruppierung einen Stimmenanteil von 5 %. Die Dauer einer Gesetzgebungsperiode beträgt fünf Jahre. Seit dem 12. April 2018 läuft die 32. Gesetzgebungsperiode. Die Zählung begann mit den Wahlen vom 6. April 1861.
Nachdem bei den Landtagswahlen 1975 die Sammelpartei der Kärntner Slowenen Enotna Lista den Einzug in den Landtag knapp verfehlt hatte, wurde mit der Wahlrechtsänderung 1978 das Erreichen eines Grundmandates in einem der Wahlkreise Voraussetzung, damit eine wahlwerbende Gruppierung Abgeordnete in den Landtag entsenden konnte (sogenannte „Grundmandatshürde“). Daraus ergab sich für jeden der Wahlkreise eine faktische Prozenthürde zwischen 9 und 12 Prozent. Ein Umstand, der von Vertretern der Kärntner Slowenen und von Kleinparteien regelmäßig kritisiert wurde. Im Juli 2008 wurde mit den Stimmen von SPÖ, ÖVP, Grünen und FPÖ und gegen die Stimmen des BZÖ die Kärntner Landtagswahlordnung dahingehend geändert, dass in der sogenannten Reststimmen-Mandatsermittlung auch jene Parteien berücksichtigt werden, die zwar kein Grundmandat erringen konnten, jedoch einen Stimmenanteil von zumindest 5 % auf sich vereinen können.
Vorschläge der slowenischsprachigen Minderheit ein fixes Volksgruppenmandat (ein sogenanntes Virilmandat) zuzuerkennen, wurden bisher von den etablierten Parteien stets abgelehnt.

## Aufgabe
In den Kompetenzbereich des Landtages fällt neben seiner legislativen Funktion auf Landesebene auch die Wahl des Landeshauptmanns, seiner zwei Stellvertreter und von vier Landesräten, die zusammen die Landesregierung von Kärnten bilden. Außerdem wählt er die vier dem Bundesland Kärnten zustehenden Mitglieder des Bundesrates.

## Klubs & Präsidium
Spätestens innerhalb eines Monats nach der Konstituierung des Landtags können sich Mitglieder des Landtags, die auf dem Wahlvorschlag derselben Partei kandidierten, zu einem Klub zusammenschließen. Dafür sind jedoch mindestens 4 Mitglieder erforderlich.
Das Präsidium des Kärntner Landtages besteht aus den ersten, zweiten und dritten Landtagspräsidenten, die nach dem Verhältniswahlrecht aus der Reihe der Landtagsabgeordneten gewählt werden.
Nach der Landtagswahl 2018 bestand das Präsidium gemäß der konstituierenden Sitzung der 32. Gesetzgebungsperiode vom 12. April 2018 aus folgenden Mitgliedern:
- Erster Präsident: Reinhart Rohr (SPÖ)
- Zweiter Präsident: Jakob Strauß (SPÖ)
- Dritter Präsident: Josef Lobnig (FPÖ)

Nach der Landtagswahl 2023 besteht das Präsidium gemäß der konstituierenden Sitzung der 33. Gesetzgebungsperiode vom 13. April 2023 aus folgenden Mitgliedern:
- Erster Präsident: Reinhart Rohr (SPÖ)
- Zweiter Präsident: Christoph Staudacher  (FPÖ)
- Dritter Präsident: Andreas Scherwitzl (SPÖ)

Erste Landtagspräsidenten
- 1945 bis 1962: Jakob Sereinigg (SPÖ)
- 1963 bis 1979: Rudolf Tillian (SPÖ)
- 1979 bis 1982: Josef Guttenbrunner (SPÖ)
- 1983 bis 1989: Josef Schantl (SPÖ)
- 1989 bis 1990: Karin Achatz (SPÖ)
- 1990 bis 1994: Susanne Kövari (SPÖ)
- 1994 bis 1999: Adam Unterrieder (SPÖ)
- 1999 bis 2006: Jörg Freunschlag (FPÖ/BZÖ/FPK)
- 2006 bis 2013: Josef Lobnig (FPÖ/BZÖ/FPK)
- seit 2013: Reinhart Rohr (SPÖ)